# داگلاس دامبریل
داگلاس دامبریل (انگلیسی: Douglass Dumbrille؛ ۱۳ اکتبر ۱۸۸۹ – ۲ آوریل ۱۹۷۴) یک هنرپیشه اهل کانادا بود.

## فیلم‌شناسی
- زندگی بنگال لانسر
- آقای دیدز به شهر می‌رود
- زن
- ورجینیا سیتی
- ژولیوس سزار
- ده فرمان
- فراری از گروه مجرمان
- سوارکاری در اوج
- کنتاکی
- یک روز در مسابقه
- ماریتای بدذات
- بوکانیر
- بوکانیر
- سه تفنگدار
- کاردینال ریشلیو
- جنایت و مکافات
- جزیره گنج
- فایرفلای
- سوارکار مرموز